# コ・ス・パ
コ・ス・パ（英語名：cospa）は、株式会社COSPAウエルネスが運営する日本のスポーツクラブ。

## 概要
近畿地方を中心に施設を展開する中堅スポーツクラブのひとつで、日本全国で約40施設が営業している。フィットネスクラブとテニスクラブがある。
運営会社である株式会社COSPAウエルネスは、元は大阪ガスのグループ会社である「株式会社オージースポーツ」として発足し、2007年7月には、株式会社NSIと共同出資して株式会社コスパスイミングを設立し、スイミングクラブの運営を分社化した。

## 沿革
- 1981年10月 - テニスクラブ第1号施設をオープン（三国ヶ丘・御殿山）
- 1996年10月 - コ・ス・パのブランド名を使用した第1号施設をオープン（コ・ス・パ 吹田。大阪府吹田市）
- 2002年7月 - 関西文化学術研究都市センター(株)より「KSPフィットネスクラブ」を譲り受け、「フィットネスクラブ コ・ス・パ高の原」として開業。
- 2022年
  - 3月 - 大阪ガス株式会社が運営会社である株式会社オージースポーツについて、保有する全株式（発行株式の100%）をセンコーグループホールディングス株式会社に2022年7月1日付で売却することを発表。 [3]
  - 7月1日 - 先述の株式譲渡に伴いセンコーグループに加入するとともに、商号を「株式会社COSPAウエルネス」に変更

## 施設
- 大阪府

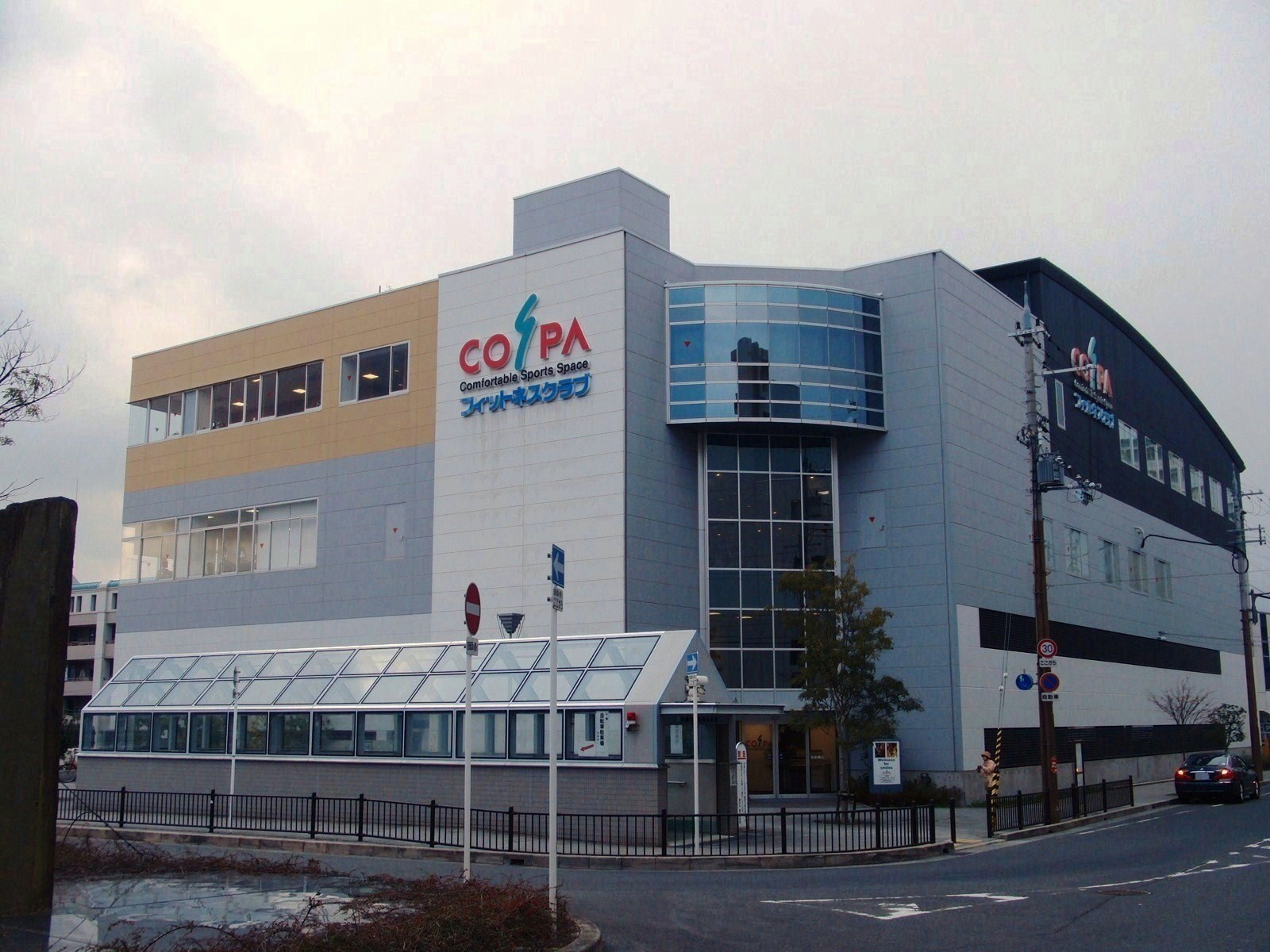
フィットネスクラブ コ・ス・パ豊中少路

  - フィットネスクラブ コ・ス・パ上本町 （大阪市天王寺区）
  - フィットネスクラブ コ・ス・パ鳳 （堺市西区）
  - フィットネスクラブ コ・ス・パ金剛 （大阪狭山市）
  - フィットネスクラブ コ・ス・パさかい （堺市堺区）ベルマージュ堺内
  - フィットネスクラブ コ・ス・パ吹田（吹田市）メロード吹田内
  - フィットネスクラブ コ・ス・パ住道 （大東市）
  - フィットネスクラブ コ・ス・パ塚本 （大阪市淀川区）
  - フィットネスクラブ コ・ス・パ鶴見緑地 （大阪市鶴見区）イオンモール鶴見緑地に隣接
  - フィットネスクラブ コ・ス・パ豊中少路 （豊中市）
  - フィットネスクラブ コ・ス・パ深井 （堺市）
  - フィットネスクラブ コ・ス・パ藤井寺 （藤井寺市）ソリヤビル内
  - フィットネスクラブ コ・ス・パみのお （箕面市）箕面マーケットパーク・ヴィソラ内　
  - フィットネスクラブ コ・ス・パ八尾 （八尾市）
  - テニスクラブ コ・ス・パ柏原 （柏原市）
  - テニスクラブ コ・ス・パ神崎川 （大阪市淀川区）
  - テニスクラブ コ・ス・パ光明池テニスガーデン （和泉市）
  - テニスクラブ コ・ス・パ御殿山 （枚方市）
  - テニスクラブ コ・ス・パ三国ヶ丘 （堺市）
  - テニスクラブ コ・ス・パ八尾南 （八尾市）

- 京都府
  - フィットネスクラブ コ・ス・パ京都リサーチパーク （京都市下京区）
  - フィットネスクラブ コ・ス・パ長岡京 （長岡京市）
  - フィットネスクラブ コ・ス・パ二条 （京都市中京区）
  - フィットネスクラブ コ・ス・パ松井山手 （京田辺市）京阪東ローズタウン内
  - スポーツクラブ コ・ス・パ桃山六地蔵（伏見区）

- 奈良県
  - フィットネスクラブ コ・ス・パ王寺 （北葛城郡）まさごビル内
  - フィットネスクラブ コ・ス・パ五位堂 （香芝市）
  - フィットネスクラブ コ・ス・パ西大寺 （奈良市）サンワシティ西大寺内
  - フィットネスクラブ コ・ス・パ高の原 （奈良市）サンタウンプラザひまわり館内
  - フィットネスクラブ コ・ス・パ学園前 （奈良市）
  - テニスクラブ コ・ス・パあやめ池 （奈良市）

- 兵庫県
  - フィットネスクラブ コ・ス・パ西神中央 （神戸市西区）
  - フィットネスクラブ コ・ス・パ名谷 （神戸市須磨区）LUCCA名谷内
  - オージースポーツ 今津サッカースクール （西宮市）

- 埼玉県
  - フィットネスクラブ コ・ス・パ松原 （草加市）

## 閉鎖した店舗
- フィットネスクラブ コ・ス・パ瓢箪山 （東大阪市）  → 「JSSフィットネスクラブ瓢箪山」が継承
- フィットネスクラブ コ・ス・パ富田林（富田林市）
- フィットネスクラブ コ・ス・パエス三木 （三木市）
- フィットネスクラブ コ・ス・パエス橿原アルル （橿原市） → グンゼスポーツクラブが継承
- フィットネスクラブ コ・ス・パ古川橋 （門真市）→ NSI古川橋として営業中
- フィットネスクラブ コ・ス・パ堀川 （京都市上京区）
- フィットネスクラブ コ・ス・パ赤塚 （板橋区） → 東急スポーツオアシスが継承
- フィットネスクラブ コ・ス・パ御影 （神戸市東灘区）
- フィットネスクラブ コ・ス・パ野間大池 （福岡市南区） → セントラルスポーツが継承
- フィットネスクラブ コ・ス・パ姪浜 （福岡市西区） → スポーツクラブNASが継承
- フィットネスクラブ コ・ス・パ瑞穂 （名古屋市瑞穂区） → エイムが継承
- ヨガスタジオ コスパ・グレイス京都 （京都市下京区）日本生命四条ビル
- スポーツクラブ コ・ス・パ港北 （横浜市都筑区）クイズゲート港北NT内
- フィットネスクラブ コ・ス・パ光明池 （堺市南区）アクトビル内 → 株式会社エヌ・エス・アイが継承
- フィットネスクラブ コ・ス・パ伏見ダイゴロー （京都市伏見区）パセオ・ダイゴロー内